# Vladimír Weiss (1897)
Vladimír Weiss (12. června 1897 Praha – 23. července 1989 Řevnice?) byl český architekt, syn operní pěvkyně Hany Cavallarové. Projektoval převážně ve funkcionalistickém stylu.

## Život

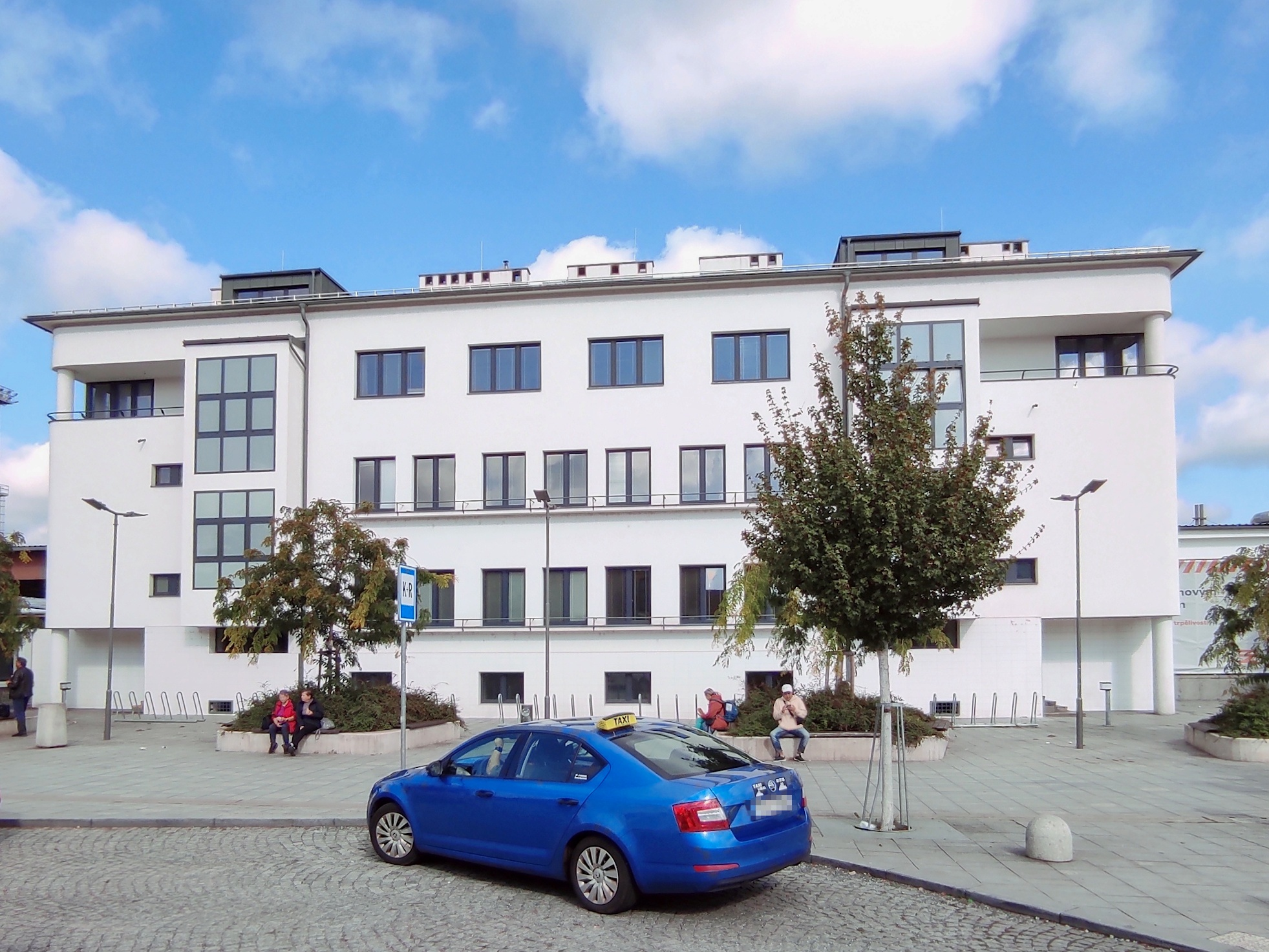
Bytový dům č. 573 v ulici Rorejcova v Kolíně

Narodil se v Praze v rodině chemika Ing. Julia Weisse a operní pěvkyně Národního divadla Hany Cavallarové-Weissové. Po maturitě na vinohradském gymnáziu musel v roce 1915 v 18 letech narukovat a celou 1. světovou válku prožil na ruské frontě. Po návratu se rozhodoval mezi studiem architektury, malířství a hudby: nakonec vystudoval architekturu na pražském ČVUT. Malování a hra na klavír však patřily mezi jeho koníčky po celý život. Nejprve pracoval jako projektant u firmy Nekvasil a u známého architekta Ladislava Machoně. Poté s kolegou a přítelem Karlem Caivaisem založili vlastní projekční kancelář. Jejich největším společným dílem je projekt nákladového nádraží v Praze na Žižkově. Po roce 1946 působil jako vedoucí propagace v n.p. Československé hutě. Jako projektant se podílel na přípravě československé účasti na světové výstavě v Bruselu v roce 1958. Po odchodu do důchodu se usadil natrvalo v Řevnicích, kde strávil své dětství, a zpracovával projekty pro město (úprava náměstí, rekonstrukce Lesního divadla aj.). Je pochován v rodinné hrobce na řevnickém hřbitově. Řevnice a okolí jsou tématem i mnoha jeho obrazů.

## Dílo
- dřevěná klubovna LTC Řevnice (1924)
- bytové domy v Praze (Terronská, Podolské nábřeží, Nikoly Tesly)
- rodinné vily v Praze na Barrandově (Pod Habrovou 350/16), na Rokosce a na Hanspaulce[3]
- rodinné vily v Řevnicích (čp. 448, 503, 610)
- nákladové nádraží Žižkov (1934-1936)
- nádraží v Kolíně (1937–1940)